# Эвкалипт Дальримпля
Эвкалипт Дальримпля (лат. Eucalyptus dalrympleana) — вечнозеленое дерево, вид рода Эвкалипт (Eucalyptus) семейства Миртовые (Myrtaceae).
Назван в честь Георга-Эльфинстона Дальримпля (1826–1876), австралийского исследователя.

## Распространение и экология
В природе ареал вида охватывает Тасманию и юго-восточные районы Австралии. Широко распространен в холодных и влажных горах на высоте от 900 до 1200 м над ур. м. в центральной и южной частях Нового Южный Уэльса, на горе Делегат в штате Виктория и в Тасмании.
Образует чистые насаждения, но чаще растёт совместно с Eucalyptus delegatensis и Эвкалиптом малоцветковым с подлеском из Акации чернодревной и Акации серебристой.
Отличается высокой морозоустойчивостью; выдерживает кратковременное понижении температуры в -12… -11 °C без повреждений.
Растёт быстро, особенно в молодом возрасте и на благоприятных почвах. Так, за 4,5 года на глубокой, наносной, умеренно влажной почве достигает в среднем высоты в 15,5 м (отдельные деревья 18,5 м), при диаметре ствола 13—15 см. За 15 лет в тех же условиях вырастает до 25—27 м, при диаметре ствола 40—50 см. На глинистых склонах развивается хуже: за 4 года здесь в среднем вырастает деревцами высотой в 8,5 м, при диаметре ствола 8 см. На оподзоленно-карбонатных почвах растет медленно: за 4,5 года достигает высоты лишь в 3,5 м, при диаметре ствола 3 см.

## Ботаническое описание
Дерево высотой до 45 м, при диаметре ствола до 1,5, реже до 2,7 м.
Кора гладкая, опадающая, белая, с возрастом становится розовой с голубоватыми полосами и пятнами, в нижней части ствола более или менее грубая и не опадающая.
Молодые листья супротивные, в большом числе пар, сидячие, сизые, яйцевидные, сердцевидные или округлые, длиной 4—6 см, шириной 4—5 см или несколько более крупные. Промежуточные листья также супротивные, черешковые, яйцевидные или яйцевидно-ланцетные, варьируют в размерах и степени голубой окраски. Взрослые — очерёдные, длинночерешковые, от узко ланцетных до широко ланцетных, длиной 10—22 см, шириной 1,5—2,5 (до 4) см, тёмно-зелёные, блестящие.
Зонтики пазушные, трёхцветковые; ножки сжатые или почти цилиндрические, длиной 4—7 мм; бутоны на цветоножках или сидячие, от яйцевидных до цилиндрических, длиной 7—8 мм, диаметром 3—5 мм; крышечка туповато-коническая, по длине равная трубке цветоложа; пыльники открываются продольными щелями; железка маленькая, на спинке пыльника.
Плоды на ножках или сидячие, от яйцевидно-усеченных до шаровидных, длиной 7—8 мм, диаметром 8—9 мм; диск выпуклый или почти плоский; створки дельтовидные, выступающие.
На родине цветёт в марте — мае; на Черноморском побережье Кавказа — в апреле — июле.

## Значение и применение
Древесина розовая, светлая, умеренно твёрдая, относительно долговечная и устойчивая, с хорошо заметными годичными слоями и прямыми волокнами, однако подвержена короблению и растрескиванию. Используется в бумажном производстве, на ручки для инструментов, на столбы, ящики и т. д.
Листья содержат эфирное (эвкалиптовое) масло (0,48 %), состоящее из цинеола (50%), пинена, эфиров и сесквитерпенов.

## Классификация

### Представители
В рамках вида выделяют ряд подвидов:
- Eucalyptus dalrympleana subsp. dalrympleana
- Eucalyptus dalrympleana subsp. heptantha L.A.S.Johnson

### Таксономия
Вид Эвкалипт Дальримпля входит в род Эвкалипт (Eucalyptus) подсемейства Миртовые (Myrtoideae) семейства Миртовые (Myrtaceae) порядка Миртоцветные (Myrtales).
|  |                                      |  |                                                             |                                                             |                    |  | ещё 13 семейств (согласно Системе APG II) | ещё 13 семейств (согласно Системе APG II)    |                                              |  |  |  | ещё 130 родов       | ещё 130 родов           |  |  |
|  |                                      |  |                                                             |                                                             |                    |  | ещё 13 семейств (согласно Системе APG II) | ещё 13 семейств (согласно Системе APG II)    |                                              |  |  |  | ещё 130 родов       | ещё 130 родов           |  |  |
|  |                                      |  |                                                             | порядок Миртоцветные                                        |                    |  |                                           |                                              | подсемейство Миртовые                        |  |  |  |                     | вид Эвкалипт Дальримпля |  |  |
|  |                                      |  |                                                             | порядок Миртоцветные                                        |                    |  |                                           |                                              | подсемейство Миртовые                        |  |  |  |                     | вид Эвкалипт Дальримпля |  |  |
|  | отдел Цветковые, или Покрытосеменные |  |                                                             |                                                             | семейство Миртовые |  |                                           |                                              | род Эвкалипт                                 |  |  |  |                     |                         |  |  |
|  | отдел Цветковые, или Покрытосеменные |  |                                                             |                                                             |                    |  |                                           |                                              |                                              |  |  |  |                     |                         |  |  |
|  |                                      |  | ещё 44 порядка цветковых растений (согласно Системе APG II) | ещё 44 порядка цветковых растений (согласно Системе APG II) |                    |  |                                           | ещё 1 подсемейство (согласно Системе APG II) | ещё 1 подсемейство (согласно Системе APG II) |  |  |  | ещё более 700 видов |                         |  |  |
|  |                                      |  |                                                             | ещё 44 порядка цветковых растений (согласно Системе APG II) |                    |  |                                           |                                              | ещё 1 подсемейство (согласно Системе APG II) |  |  |  |                     |                         |  |  |